# 迈尔公司
迈尔（英語：Myer，又譯“埋耶”）是澳洲的一家跨國百货公司。

## 历史
於1900年由悉尼·邁爾在維多利亞州的本迪戈創建。1911年，公司將總部遷到墨爾本，業務開始蒸蒸日上。自戰後的1950年代開始，公司發展勢頭強勁，不僅成為澳洲本地最大型的百貨公司，亦有將業務先後拓展至紐西蘭、美國、英國、香港等地。

## 外部連結
- 官方网站